# Visovac
Koordinati:   43°49′44″N, 15°32′20″E
Visovac je majhen nenaseljen otoček v Jadranskem morju. Pripada Hrvaški.
Visovac leži med severozahodno obalo otoka Murter in otočkom Murvenjak, od katerega je oddaljen okoli 1 km. Površina otočka meri 0,017 km². Dolžina obalnega pasu je 0,48 km. Najvišja točka na otočku je visoka 25 mnm.